# Police Academy 3: Back in Training
Police Academy 3: Back in Training (Brasil: Loucademia de Polícia 3 - De Volta ao Treinamento / Portugal: Academia de Polícia 3) é um filme estadunidense de 1986, do gênero comédia. Este é o terceiro filme da série Police Academy.

## Sinopse
A cidade tem duas academias de polícia. Uma está sob o comando de Eric Lassard (George Gaynes) e a outra de Mauser (Art Metrano). Este último soube que o estado, por falta de verbas, fechará uma das academias. Para se proteger, fala com Kyle Banks (Brant Von Hoffman) e Chad Copeland (Scott Thomson) e os suborna, para que ter certeza que os cadetes de Lassard fracassarão. Por sua vez o Comandante Lassard chama seus formandos prediletos: Carey Mahoney (Steve Guttenberg), Larvelle Jones (Michael Winslow), Moses Hightower (Bubba Smith), Eugene Tackleberry (David Graf) e Laverne Hooks (Marion Ramsey) e vão, junto com a antiga instrutora Debbie Callahan (Leslie Easterbrook), trabalhar duro para salvar a Academia onde se formaram.

## Elenco
- Steve Guttenberg ... Sargento Carey Mahoney
- Bubba Smith ... Sargento Moses Hightower
- Michael Winslow ... Sargento Larvell Jones
- David Graf ... Sargento Eugene Tackleberry
- Leslie Easterbrook ... Tenente Debbie Callahan
- Marion Ramsey ... Sargento Laverne Hooks
- Bruce Mahler ... Sargento Douglas Fackler
- George Gaynes ... Comandante Eric Lassard
- Art Metrano ... Comandante Mauser
- Lance Kinsey ... Tenente Proctor
- Scott Thomson ... Sargento Chad Copeland
- Brant von Hoffman ... Sargento Kyle Blankes
- Debralee Scott ... Cadete Fackler
- Tim Kazurinsky .... Cadete Sweetchuck
- Brian Tochi ... Cadete Tomoko Nogata
- Andrew Paris ... Cadete Bud Kirkland
- Bobcat Goldthwait ... Cadete Zed
- Shawn Weatherly ... Cadete Karen Adams
- David Huband ... Cadete Hedges
- Marcia Watkins ... Cadete Sarah
- George R. Robertson ... Comissário Henry Hurst
- Ed Nelson ... Governador Neilson

## Recepção
No site agregador de críticas Rotten Tomatoes, 36% das 11 resenhas dos críticos são positivas.